# Jonas Wærn (bruksägare)
Jonas Wærn, född 16 juli 1799 i Steneby församling, Älvsborgs län, död 13 januari 1868 i Hova församling, Skaraborgs län, var en svensk bruksidkare och politiker, son till Leonard Magnus Wærn (1770–1854) och Britta Cecilia Tranchell. Han var far till Ivar och Rolf Wærn.

## Biografi
Wærn blev 1817 student vid Uppsala universitet och tog där 1819 kansliexamen. Samma år ingick han i kungliga kansliet och blev 1820 underlöjtnant vid Ingenjörskåren. Wærn anslöt sig till Götiska förbundet och Manhemsförbundet och drog sig, liksom Carl Jonas Love Almqvist och några andra medlemmar av det senare förbundet, undan till ett slags bondeliv i Värmlands skogar. På detta liv tröttnade dock snart såväl han som de övriga och 1826 blev han ordonnansofficer hos kronprinsen, men tog 1830 avsked från Ingenjörskåren och 1831 som kapten från armén.
Han hade nämligen utsetts till disponent för Uddeholms bruksbolags vidsträckta egendomar i Värmland. Som sådan utövade han en följd av år betydande verksamhet; men han arbetade för övrigt även i andra riktningar outtröttligt och framgångsrikt för provinsens bästa. Av Värmlands bergsbruksidkare utsedd till riksdagsman, trädde han vid riksdagen 1834–1835, jämte Thore Petré, i spetsen för den oppositionella fraktionen av borgarståndet och inkallades 18 maj 1844, av kung Oscar I regeringen i den Nordenfalkska ministären som konsultativt statsråd, då denne önskade införa liberala element i regeringen – en utnämning, som även på grund av Wærns föregående jämförelsevis obetydliga samhällsställning väckte stor uppmärksamhet. Wærn lämnade 10 april 1848 sitt ämbete, då kungens regeringssystem alltmera avgjort började luta åt det konservativa hållet. Han drog sig då tillbaka till privatlivet. År 1857 adlades han under namnet Wærn och introducerades 5 november samma år på Riddarhuset med ättenummer 2326. Han var landshövding 1857–1866 i Skaraborgs län. Wærn blev ledamot av Krigsvetenskapsakademien (1846) och hedersledamot av Lantbruksakademien (1853).